# 奧斯特羅夫
57°20′N 28°21′E / 57.333°N 28.350°E
奧斯特羅夫（俄语：О́стров，意思是「島」）是俄羅斯普斯科夫州西部的一個城市，位於韋利卡亞河畔。2002年時人口為25,078人。
奧斯特羅夫於1342年建立，1777年正式建市。